# Анорганогенні мінерали
Мінерали анорганогенні (рос. минералы анорганогенные, англ. anorganogenic minerals; нім. anorganogene Minerale n pl) — мінерали неорганічного походження. Від грецьк. «ан» — не, без і «органон» — орган.